# Top Gear (serie)
Top Gear è una serie di videogiochi di guida sviluppati per computer e console da Gremlin Graphics.

## Videogiochi della serie
Super NES:
- Top Gear
- Top Gear 2
- Top Gear 3000

Sega Mega Drive
- Top Gear 2

Commodore Amiga
- Top Gear 2

Nintendo 64:
- Top Gear Rally
- Top Gear Rally 2
- Top Gear Overdrive
- Top Gear Hyper Bike

Game Boy Color:
- Top Gear Rally in Europa, Top Gear Pocket nel Nord America
- Top Gear Rally 2 in Europa, Top Gear Pocket 2 nel Nord America

Game Boy Advance:
- Top Gear GT Championship
- Top Gear Rally

PlayStation 2:
- Top Gear Dare Devil

Xbox:
- Top Gear RPM Tuning

Nintendo DS:
- Top Gear: Downforce